# Itterajivit
Itterajivit også stavet Ittaajimmiit eller Kap Hope er en lille forladt grønlandsk bygd vest for Ittoqqortoormiit/Scoresbysund i det nordlige Østgrønland. Fangst, fiskeri og turisme er hovederhvervene i området. Fjorden er kun isfri i de tre sommermåneder.